# さらなる研究が必要である

さらなる研究が必要かどうかを示すためにデザインされたブロボグラム。垂直の線と交差している研究は結論が出ていない。サマリー（と個別の論文2本）は、この治療が新生児の命を救うことを示している。同じような、さらなる研究は不要である。

さらなる研究が必要である（further research is needed, FRIN)は、英語圏の研究論文で頻出する表現である。一種のクリシェであり、英語圏では論文だけでなく、行政文書や文化批評などにもよく現れる。

## 意味
学術誌によっては、冗長であるという理由から「さらなる研究が必要である」という表現は禁止されている。ほぼ常に正しく、およそあらゆる論文にあてはまるため、わかりきったことと受け取られてしまうのである。
医学論文のシステマティック・レビューの一環でコクラン共同計画が2004年に実施したメタ・レビューでは、93%の論文で無差別的な「さらなる研究が必要である」に類似した表現が行われており、著者たちは自らの能力を謙遜して今後の研究を促していた。「さらなる研究が必要である」と書かれていても、医学的介入の是非とエビデンスの確かさとは何の関連もない。むしろある治療が役に立たないと考えている著者ほど、さらなる研究を行うことを提言する傾向があった。実際、論文の著者が「さらなる研究」を勧めるのは、いまあるエビデンスでは、そのさらなる研究が倫理委員会によって承認されることはまずありえないような場合である。
ある治療が顕著な効果を持たないことを示そうとする研究（帰無仮説）では、その治療が有効だがどんな効果があるかはまだ不明であることが説得的であれば「さらなる研究が必要である」という声明は歓迎されることもある。研究の規模がどれだけ大きくとも無限に小さい効果は除外できないため、効果は有意でないが存在する、全く存在しないわけではないものとしてならば示すことは可能だからである。オックスフォード大学プライマリヘルスケア部門の教授であるトリシャ・グリーンハルによれば、「もともとの仮説を支持するエビデンスとしては確実性に欠けるため、より一層の取り組みが必要な証拠として再構成する」ための手段として、また研究にかけられた希望や期待を裏切らないために、「さらなる研究が必要である」という言葉がよく使われる。彼女によればこの文句は「そのテーマに関する、真剣かつ学問の名に値する思考がそこで止まったことを示すサイン」であり、「本来はほぼありえないことだが、否定的であったり、あいまい、不完全、相反的なデータからも引き出すことができる唯一の論理的な結論である」。

## 課題への取り組み

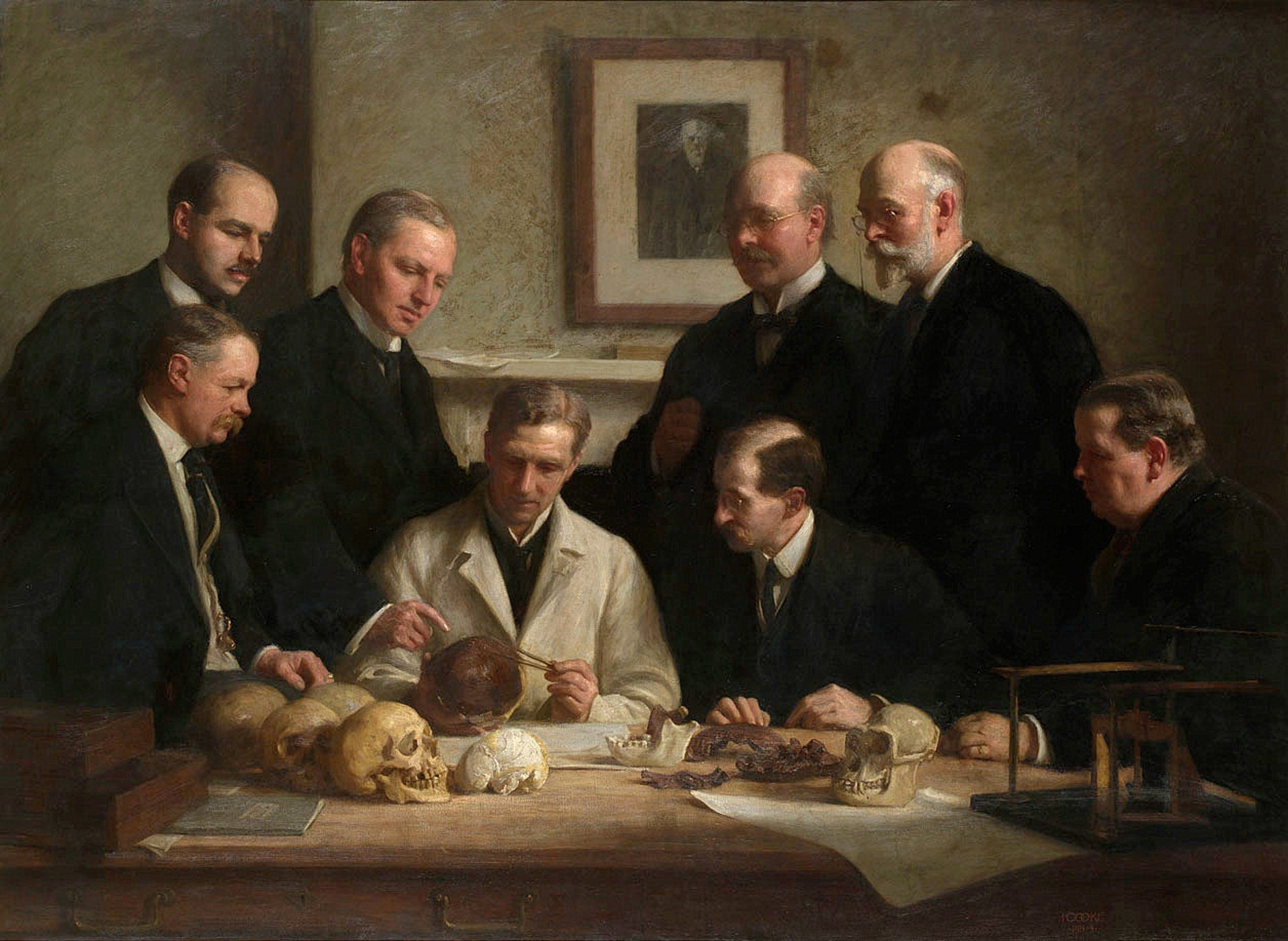
かつてはピルトダウン人についてもさらなる研究が求められていた

学術誌の編集作業においては、1990年頃から低質な「さらなる研究が必要である」という結語は避けられて、どういった種類の研究が必要なのか、どういった問題に取り組むべきなのかについて、より具体的な情報が求められるようになっている。研究者自身も、論文においてはどんな研究が必要なのか詳細に示すことを強く意識している。論文の有益性を高めるためにも、そのありうべき将来的な研究がどれだけの価値をもっているか分析することを推奨する論者もいる。
グリーンハルは、漠然と「さらなる研究」を必要とするのは「昨日の取り組みから寸分たがわないまま問題を明日の研究に棚上げする」ような話であり、そういうことをする人間が資金を募っても断られるべきだと語っている。彼女をはじめ複数の論者が、何についてさらなる研究が必要であるのかを判断する方法にこそさらなる思索と研究が必要であると指摘している。

## 必要性
さらなる研究が必要かどうかは常に適切に判断されるわけではない。記事冒頭のブロボグラムは、早産の可能性がある胎児の肺の成熟促進のためにコルチコステロイドを使用する治験を分析したもので、システマティック・レビューの成果として象徴的である。この処置が新生児の命を救うことを示すのに十分な証拠が集まってからも、長期間この証拠について周知が進まず、治療もあまり行われないまま、同じテーマでさらなる研究が行われた。このメタレビューによって証拠が十分に認知されてから、この治療法の採用が増えたことで、新生児呼吸窮迫症候群で亡くなっていた無数の子の命が守られた。
しかし、平均収入が低いか中程度の国でこの治療が行われると、早産の新生児の死亡率は上がってしまった。感染のリスクが高いために、医療設備が貧弱であったり、母親が栄養不良であるような土地では新生児が命を落としやすいと考えられる。上記のレビューはその後、平均収入の高い国ではこの治療の有効性についてさらなる研究を行う必要はほとんどないが、収入が低かったり、高リスクの母親に対して、最適なステロイドの投与量や最良の治療法についてはさらなる研究が必要であるという結論に修正されている

## 文化事象
研究論文がいつも「さらなる研究が必要である」に類似した文章で終わることは、1999年の『疫学会誌』誌の編集後記ですでに「古いジョーク」として言及されている。
一方でこの文句は、研究論文以外のあらゆるものにあてはまることから、人生における座右の銘としては支持されてきた。